# Рікардо Хаймес Фрейре
Ріка́рдо Ха́ймес Фре́йре (ісп. Ricardo Jaimes Freyre; 12 травня 1868, Такна, Перу — 24 квітня 1933, Буенос-Айрес, Аргентина) — болівійський поет, літературознавець, драматург, дипломат, педагог, історик; один із основоположників нової латиноамериканської поезії. Був послом Болівії у Бразилії та США.

## Біографія
- 1868 — народився в Перу в родині Хуліо Лукаса Хаймеса, болівійського консула
- 1896 — разом з Рубеном Даріо і Леопольдом Лугонесом заснував журнал "Ревіста де Америка"
- 1917 — отримав аргентинське громадянство
- 1921 — переїхав до Болівії, де в наступні роки отримав низку високих посад: представник своєї країни в Лізі Націй, Чилі, США, Бразилії
- 1926 — став кандидатом на пост президента республіки. Після обрання Ернандо де Сілеса (ідейного супротивника Фрейре) відмовився від дипломатичної кар'єри
- 1927 — повернувся до Аргентини
- 1933 — помер у Буенос-Айресі

## З доробку
Рікардо Хаймес Фрейре виявив себе як поет і як теоретик поезії. Його книга «Закони кастильського віршування» —- головна теоретична праця латиноамериканського модернізму. 
До найкращих поетичних збірок автора належить «Варварська Кастилія» (1897), яка включає вірші на сюжети скандинавських міфів. 
Характерна риса творчості поета — екзотизм. Улюблена форма — верлібр.